# Shy Boy (singel Secret)
Shy Boy (kor. 샤이보이) – singel południowokoreańskiej grupy Secret, wydany 18 października 2011 roku w Korei Południowej. Osiągnął 2 pozycję na liście Gaon Chart i sprzedał się w nakładzie 21 294 egzemplarzy. Według danych Gaon utwór Shy Boy został pobrany 2 215 864 razy w Korei Południowej (stan na dzień 31 grudnia 2011).
Utwór został nagrany ponownie w języku japońskim i wydany 16 listopada 2011 roku na minialbumie Shy Boy.

## Lista utworów
| Nr | Tytuł                                    | Czas |
| -- | ---------------------------------------- | ---- |
| 1. | "Shy Boy" (kor. 샤이보이)                | 3:38 |
| 2. | "No.1"                                   | 3:27 |
| 3. | "Shy Boy" (kor. 샤이보이) (Instrumental) | 3:38 |
| 4. | "No.1" (Instrumental)                    | 3:27 |

## Twórcy i personel
Opracowano na podstawie wkładki muzycznej płyty CD:
- Kim Tae-sung – producent wykonawczy, współproducent
- Song Ji-eun – wokal
- Han Sun-hwa – wokal
- Jeon Hyo-sung – wokal
- Jung Ha-na – wokal, rap
- Kang Ji-won – współproducent, słowa utworów, aranżacja, kompozycja
- Kim Ki-bum – współproducent, słowa utworów, kompozycja

## Notowania
| Lista                      | Najwyższa pozycja |
| Shy Boy                    | Shy Boy           |
| -------------------------- | ----------------- |
| Gaon Weekly Digital Chart  | 2                 |
| Gaon Monthly Digital Chart | 3                 |
| Gaon Yearly Digital Chart  | 31                |
| Gaon Streaming Chart       | 2                 |
| Gaon Weekly Download Chart | 2                 |
| Gaon Yearly Download Chart | 43                |
| Gaon BGM Chart             | 4                 |
| Gaon Mobile Ringtone Chart | 2                 |
| Gaon Karaoke Chart         | 2                 |
| No.1                       |                   |
| Gaon Digital Chart         | 190               |